# Молдованов, Игорь Валерьевич
Игорь Валерьевич Молдованов ( 25 декабря 1975, Золотинка, Якутская АССР — 13 марта 1995, южнее Чечен-Аула) — мотострелок 324-го мотострелкового полка 34-й мотострелковой дивизии Уральского военного округа, старший сержант.

## Биография
Родился 25 декабря 1975 года в поселке Золотинка (ныне — Нерюнгринского района Республики Якутия-Саха) в семье строителей БАМа. Русский. Вырос и окончил школу в посёлке Новая Чара Каларского района Читинской области. По направлению райвоенкомата в СПТУ № 33 города Читы получил профессию водителя. Работал в стройуправлении в поселке Новая Чара.
В январе 1994 году был призван в Вооружённые силы РФ. Службу проходил сначала в Чите, в учебном подразделении. Затем, с декабря того же года — в одной из мотострелковых частей Уральского военного округа. В составе 324-го мотострелкового полка Уральского военного округа воевал в Чечне.
3 февраля 1995 года старший сержант Молдованов в составе роты, действовавшей в авангарде полка, одним из первых вышел на перекресток в районе населенного пункта Пригородный, умело выбрал огневую позицию и прикрыл выдвижение основных сил роты. В ходе боя уничтожил огневую точку противника.
13 марта 1995 года при захвате укреплённой молочно-товарной фермы южнее Чечен-Аула наши подразделения были остановлены сильным огнём боевиков. Действуя в качестве связиста, Молдованов обеспечил бесперебойную связь командира роты с подчиненными и приданными подразделениями, чем способствовал успешному решению задачи. В ходе боя лично уничтожил гранатометный расчет.
Получив приказ прикрыть эвакуацию раненых, занял место в БМП и выдвинулся на юго-восточную окраину молочно-товарной фермы, где один из взводов понес потери. Заняв удобную огневую позицию, позволяющую прикрыть товарищей, выносивших раненых, он, по сути, переключил на себя огонь боевиков. В ходе боя БМП была подбита и загорелась. Получив ранение и ожоги, старший сержант Молдованов не оставил боевого поста, продолжал вести огонь из пылающей машины до тех пор, пока не взорвался боекомплект.
Указом Президента Российской Федерации № 059 от 19 октября 1995 года за мужество и героизм, проявленные при выполнении специального задания, старшему сержанту Молдованову Игорю Валерьевичу присвоено звание Героя Российской Федерации.
Похоронен на кладбище села Чара Каларского района (Читинская область).
27 марта 1996 года медаль «Золотая Звезда» и наградные документы были переданы отцу Героя.
В посёлке Новая Чара есть улица имени Игоря Молдованова. На здании школы, где учился Герой, открыта мемориальная доска. Сама школа носит имя Героя.